# Montezillon
Montezillon är en ort i kommunen Rochefort i kantonen Neuchâtel i Schweiz. Den ligger cirka 7 kilometer väster om Neuchâtel och är sammanvuxen med orten Montmollin i nordost. Orten har 311 invånare (2022).